# Weidstaudenmühle
Weidstaudenmühle (früher auch Weidstaude genannt) ist ein Gemeindeteil der Stadt Naila im oberfränkischen Landkreis Hof in Bayern. Weidstaudenmühle liegt in der Gemarkung Lippertsgrün.

## Geografie
Die Einöde liegt an einem linken Zufluss des Lippertsbachs. Ein Anliegerweg führt 200 Meter westlich zur Kreisstraße HO 28 die nordöstlich nach Lippertsgrün bzw. südwestlich nach Straßdorf zur Staatsstraße 2194 verläuft. Auf dem Weg nach Straßdorf gibt es eine Schichtfolge, die als Geotop ausgezeichnet ist.

## Geschichte
Weidstaudenmühle gehörte zur Realgemeinde Lippertsgrün. Gegen Ende des 18. Jahrhunderts bestand Weidstaudenmühle aus zwei Anwesen. Die Hochgerichtsbarkeit hatten das bayreuthische Verwaltungsamt Schwarzenbach am Wald, das Rittergut Schwarzenstein, Rittergut Schwarzenbach und das Rittergut Lippertsgrün gemeinsam inne. Grundherren waren das Verwaltungsamt Schwarzenbach (1 Mühle) und das Rittergut Lippertsgrün (Oberes Schloss): (1 Frongut).
Von 1797 bis 1810 unterstand Weidstaudenmühle dem Justiz- und Kammeramt Naila. Infolge des Ersten Gemeindeedikts wurde Weidstaudenmühle dem 1812 gebildeten Steuerdistrikt Culmitz und der zugleich entstandenen Ruralgemeinde Lippertsgrün zugewiesen. Diese wurde im Zuge der Gebietsreform in Bayern am 1. Mai 1978 nach Naila eingemeindet.

### Einwohnerentwicklung
| Jahr      | 1799  | 1861   | 1871  | 1885   | 1900   | 1925   | 1950   | 1961   | 1970   | 1987  |
| Einwohner | 11    | 16     | 15    | 14     | 16     | 4      | 8      | 5      | 3      | 2     |
| Häuser    | 2     |        |       | 1      | 2      | 2      | 1      | 1      |        | 1     |
| Quelle    | [ 9 ] | [ 10 ] | [ 2 ] | [ 11 ] | [ 12 ] | [ 13 ] | [ 14 ] | [ 15 ] | [ 16 ] | [ 1 ] |

## Religion
Weidstaudenmühle ist evangelisch-lutherisch geprägt und war ursprünglich nach Schwarzenbach am Wald gepfarrt. Im Jahr 1951 entstand die Kirchengemeinde Lippertsgrün. Die Martin-Luther-Kirche (Lippertsgrün) bildet seit 2001 eine gemeinsame Pfarrei mit der Kirchengemeinde Döbra, wo sich der Sitz der Pfarrei befindet.